# Olympische Winterspiele 1988/Teilnehmer (Guatemala)
| Gelbes Symbol für Goldmedaillen mit stilisierten Olympischen Ringen | Graues Symbol für Silbermedaillen mit stilisierten Olympischen Ringen | Braundes Symbol für Bronzemedaillen mit stilisierten Olympischen Ringen |
| ------------------------------------------------------------------- | --------------------------------------------------------------------- | ----------------------------------------------------------------------- |
| —                                                                   | —                                                                     | —                                                                       |

Guatemala nahm an den Olympischen Winterspielen 1988 im kanadischen Calgary zum ersten und bisher einzigen Mal an Olympischen Winterspielen teil. Die Olympiamannschaft bestand aus sechs Athleten.

## Teilnehmer nach Sportarten

### Ski Alpin
- Carlos Andrés Bruderer
Männer, Riesenslalom, 65. Platz
Männer, Slalom, 39. Platz
Männer, Super-G, ausgeschieden
- Christian Bruderer
Männer, Riesenslalom, ausgeschieden
Männer, Slalom, ausgeschieden
Männer, Super-G, 50. Platz
- Alfredo Rego
Männer, Riesenslalom, 69. Platz
Männer, Slalom, 54. Platz
- Fiamma Smith
Frauen, Riesenslalom, 29. Platz
Frauen, Slalom, 27. Platz
Frauen, Super-G, ausgeschieden

### Ski Nordisch
- Dag Burgos
Männer, 15 km, 80. Platz
Männer, 30 km, 80. Platz
- Ricardo Burgos
Männer, 15 km, 81. Platz
Männer, 30 km, 83. Platz